# Tsedendambyn Natsagdordsch
Tsedendambyn Natsagdordsch (mongolisch Цэдэндамбын Нацагдорж, englisch Tsedendambyn Natsagdorj, ᠴᠡᠳᠡᠨᠳᠠᠮᠪᠡᠨ ᠨᠠᠴᠠᠭᠳᠣᠷᠵᠢ; * 20. Februar 1944 in Bajanchongor; † 3. Mai 2017) war ein mongolischer Ringer.

## Karriere
Tsedendambyn Natsagdordsch nahm an den Olympischen Spielen 1968, 1972 und 1976 teil. 1972 kam er auf Rang vier und 1976 Rang sechs. Medaillen errang er bei den Weltmeisterschaften 1974 (Bronze), 1975 (Silber) und bei den Asienspielen 1974 (Bronze). Außerdem gewann er Gold bei der Sommer-Universiade 1973 in Moskau.